# 김미동
김미동(金美東)은 대한민국의 아마추어 바둑 기사이다.

## 약력
1998년 KBS 바둑왕전 계시자로 활동한 후 여류바둑계로 활동했다.